# Союз дизайнеров СССР
Союз дизайнеров СССР — профессиональное творческое объединение советских дизайнеров.
Решение об учреждении Союза дизайнеров СССР и утверждении его устава было принято на Учредительном съезде в Колонном зале Дома Союзов в Москве 3 апреля 1987 года. Первым председателем Союза дизайнеров СССР был Юрий Борисович Соловьёв (1987—1990), который также являлся создателем и бессменным директором Всесоюзного научно-исследовательского института технической эстетики (1962—1987). В 1992 году, после распада СССР, помня о наказе последнего пленума правления Союза дизайнеров СССР сохранить, несмотря на центробежные процессы в стране, творческое объединение дизайнеров, была учреждена Международная ассоциация «Союз дизайнеров», которая объединила союзы стран СНГ и России. На сегодня, Международная общественная ассоциация «Союз дизайнеров» является официальным правопреемником Союза дизайнеров СССР, сохраняя за собой не только историю становления дизайна, но и здание «Центрального дома дизайнера».

## История создания
В отличие от зарубежного подхода объединения дизайнеров по узкому профессиональному принципу (промышленный дизайн, графика и реклама, интерьер и архитектурная среда), в СССР было решено создать единое объединение художников-проектировщиков разного профиля. 18 июля 1986 года постановлением ГКНТ был сформирован оргкомитет по созданию Союза дизайнеров под председательством Ю. Соловьёва, включавший в свой состав авторитетных представителей ВНИИТЭ (Всесоюзного научно-исследовательского института технической эстетики) и его филиалов, головных научно-исследовательских и проектных организаций отраслевых министерств, СХКБ (Специальное художественно-конструкторское бюро), служб дизайна ряда крупных заводов и фабрик, архитектурно-проектных организаций, Домов моды, высших учебных заведений. Была проведена совместная подготовительная работа, а на страницах журнала «Техническая эстетика» прошло обсуждение проекта устава Союза дизайнеров. И уже 3 апреля 1987 года в Колонном зале Дома Союзов в Москве состоялся Учредительный съезд Союза дизайнеров СССР, на котором было принято окончательное решение о создании организации и утверждении устава. Председателем правления был избран Ю. Б. Соловьёв и восемь секретарей правления — И. А. Андреева, главный искусствовед Общесоюзного Дома моделей одежды; А. Л. Бобыкин, член художественно-экспертной коллегии Управления изобразительных искусств Министерства культуры СССР; И. А. Зайцев, главный художник-конструктор АЗЛК; А. С. Квасов, ректор МВХПУ (б. Строгановское); В. С. Муравьёв, заведующий кафедрой промграфики и упаковки ЛВХПУ им. В. И. Мухиной; А. С. Ольшанецкий, главный художник-конструктор проектов ВНИИТЭ; В. Ф. Рунге, начальник отдела, главный художник-конструктор ПО «Красногорский завод им. С. А. Зверева»; В. К. Фёдоров, начальник СХКБ «Эстэл».
После проведения общего Учредительного съезда Союза дизайнеров СССР началась подготовка к учредительным съездам в республиках. 3 сентября 1987 года был учрежден Союз дизайнеров Грузии, председателем которого был избран народный художник СССР, член-корреспондент Академии художеств СССР З. К. Церетели. 16 октября в Вильнюсе было принято решение о создании Союза дизайнеров Литвы и утверждении в должности председателя В. Ю. Касакайтис. В ноябре того же года прошли учредительные съезды на Украине и в Казахстане. Завершилось формирование Союза дизайнеров СССР созданием Союза дизайнеров России в 1991 году. После распада СССР в 1992 году была учреждена Международная ассоциация «Союз дизайнеров», которая стала официальным правопреемником Союза дизайнеров СССР и объединила Союзы дизайнеров стран участниц СНГ, в том числе Союз дизайнеров России.